# Eupatorina
Eupatorina là một chi thực vật có hoa trong họ Cúc (Asteraceae).

## Loài
Chi Eupatorina gồm các loài: